# Meseret Belete
Meseret Belete, née le 16 septembre 1999, est une athlète éthiopienne, spécialiste des courses sur route et du cross.

## Biographie
En janvier 2018, elle remporte le semi-marathon international de Safi au Maroc.
En mars 2018, elle remporte la médaille d'or aux Championnats du monde de semi-marathon 2018 par équipe, avec ses compatriotes Netsanet Gudeta et Zeineba Yimer, en terminant sixième en individuel.
Le 15 octobre 2023, elle s'impose sur le Marathon d'Amsterdam en 2 h 18 min 19 s.

## Palmarès
- aux Championnats du monde de semi-marathon 2018